# Manifiesto Realista
El Manifiesto Realista, publicado el 5 de marzo de 1920 por Naum Gabo y su hermano Antoine Pevsner, es un texto en el que se explican las ideas del constructivismo.

## Origen
El movimiento tuvo su origen en las obras y teorías de Vladímir Tatlin, Kasimir Malévich y El Lissitzky.

## Características
El Manifiesto expuso sus teorías de la expresión artística en forma de cinco principios fundamentales en la práctica constructivista. Se centró principalmente en divorciar el arte de las convenciones, como el uso de líneas, color, volumen y masa. 
El constructivismo renuncia a la estética de la masa, reemplazándola por la estética de líneas y planos. Afectaba a las artes plásticas, partiendo principalmente de la escultura. Lo plástico interpretado como integración de varios elementos corresponde sistemáticamente a las construcciones de la arquitectura. Se rechazan las sucesivas innovaciones estilísticas del arte moderno como mero ilusionismo (comenzando por el impresionismo e incluyendo el cubismo y el futurismo), abogando en cambio por un arte basado en la realidad material del espacio y el tiempo: 'La realización de nuestras percepciones del mundo en formas de espacio y tiempo es el único objetivo de nuestro arte pictórico y plástico'.
El texto fue publicado por primera vez el 5 de agosto de 1920 en forma de carteles publicados por la imprenta estatal, con motivo de una exposición con Gustav Klucis en Moscú. Se reprodujeron extractos en el primer número de la revista G en 1923.
Este movimiento ha sido relacionado con el cubismo. También el arte constructivista presentaba relaciones simples de formas geométricas, a las cuales pueden ser reducidas todas las formas naturales, según el enunciado del pintor Paul Cézanne de que, en la naturaleza, todo se aproxima a la esfera, al cono o al cilindro.